# Thư hoàng
Thư hoàng là một khoáng vật sunphua màu vàng cam sẫm của asen với công thức As
2S
3. Nó được tìm thấy trong các lỗ phun khí núi lửa, các mạch nhiệt dịch nhiệt độ thấp và các suối nước nóng; được hình thành nhờ thăng hoa cũng như là phụ phẩm của quá trình phân rã của một khoáng vật sunphua asen khác là hùng hoàng. Do là các khoáng vật cộng sinh mà người ta gọi hùng hoàng và thư hoàng là "uyên ương khoáng vật".
Tên gọi của nó trong một số ngôn ngữ khác như tiếng Anh/tiếng Pháp (orpiment), tiếng Tây Ban Nha (oropimente), tiếng Bồ Đào Nha (auripigmento), tiếng Đức (auripigment), tiếng Nga (аурипигмент) có nguồn gốc từ tiếng Latinh auripigmentum (aurum − vàng + pigmentum − thuốc nhuộm) do màu vàng sẫm của nó.

## Sử dụng

### Lịch sử

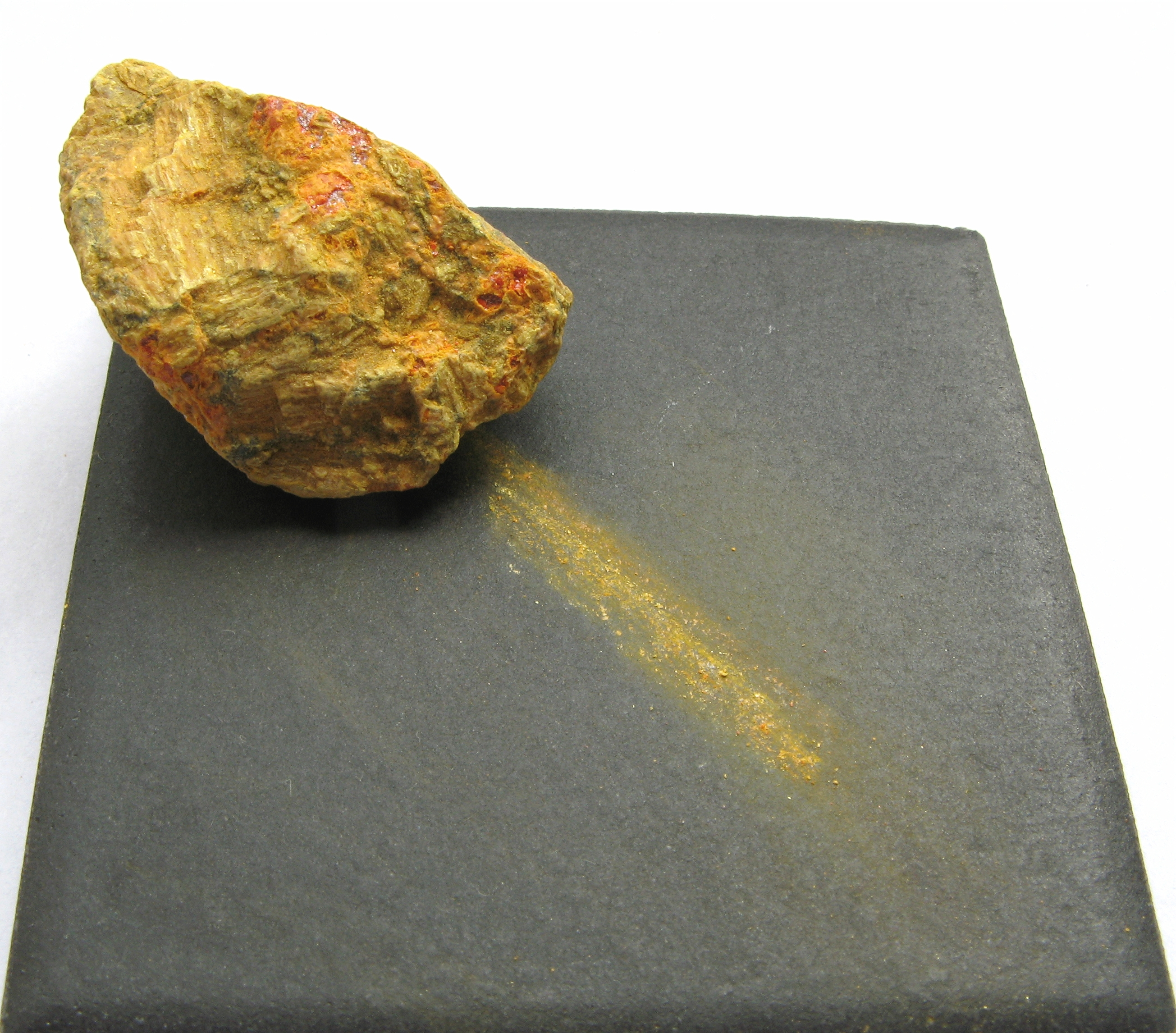
Vết vạch màu vàng kim tươi màu của thư hoàng.

Tên gọi trong tiếng Trung của nó là 雌黃 (cihuang), nghĩa đen là 'chất màu vàng cái', đối lại với hùng hoàng là 'chất màu vàng đực'. Thư hoàng từng được sử dụng trong y học cổ truyền Trung Hoa mặc dù nó rất độc. Thần Nông bản thảo kinh coi nó là "trung phẩm", với tác dụng sát trùng, giải độc, tiêu thũng.
Nó cũng từng được sử dụng như một loại đá mài để sửa đổi chữ viết trong các văn bản, vì thế trong ngữ cảnh Trung Hoa thì thư hoàng còn có nghĩa bóng là sửa đổi văn chương tùy tiện, với thành ngữ "tín khẩu thư hoàng" (信口雌黃) nghĩa là bất chấp sự thật, bình luận sằng bậy hay tùy khẩu loạn ngôn. Trong chương Miễn học của Nhan thị gia huấn, Nhan Chi Suy (531-591) viết: "觀天下書未遍，不得妄下雌黄 (giản thể: 观天下书未遍，不得妄下雌黄)" (Quan thiên hạ thư vị biến, bất đắc vọng hạ thư hoàng), nghĩa là một khi chưa đọc hết sách của thiên hạ thì chẳng được tùy tiện sửa đổi văn chương của người khác.
Thư hoàng cũng từng được buôn bán trong đế quốc La Mã. Do màu sắc nổi bật, nó từng là đối tượng thu hút sự quan tâm của các nhà giả kim thuật ở cả Trung Quốc và phương Tây trong việc tìm kiếm cách thức điều chế vàng.
Trong nhiều thế kỷ, thư hoàng được nghiền vụn và sử dụng làm chất màu trong hội họa và trong xi gắn. Màu vàng trong các bức bích họa tại hang Mạc Cao có chứa thư hoàng. Nó là một trong số ít các thuốc nhuộm màu vàng tươi trong suốt sẵn có đối với các nghệ sĩ cho tới tận thế kỷ 19. Tuy nhiên, do độc tính rất cao và sự không tương thích với nhiều loại thuốc màu phổ biến khác, bao gồm các chất gốc chì và đồng như xanh đồng (verdigris) và azurit, nên việc sử dụng nó làm thuốc nhuộm đã kết thúc khi các thuốc nhuộm như vàng cadmi, vàng crom và thuốc nhuộm gốc hữu cơ được giới thiệu trong thế kỷ 19.
Thư hoàng, được biết đến với tên gọi Latinh auripigmentum, được Robert Hooke (1635-1703) đề cập tới trong Micrographia để sản xuất các viên đạn ghém nhỏ trong thế kỷ 17.

### Đương đại
Thư hoàng được sử dụng trong sản xuất thủy tinh truyền hồng ngoại, vải dầu, vải sơn lót sàn, các chất bán dẫn, quang dẫn, thuốc nhuộm và pháo hoa. Trộn cùng hai phần vôi tôi, thư hoàng vẫn còn được sử dụng rộng rãi tại vùng nông thôn Ấn Độ như là một loại thuốc làm rụng lông. Nó cũng được sử dụng trong công nghiệp thuộc da để loại bỏ lông từ các con da sống.

## Thuộc tính vật lý và quang học
Thư hoàng là khoáng vật sunphua asen đơn nghiêng phổ biến. Nó có độ cứng Mohs khoảng 1,5 đến 2,0 và có tỷ trọng riêng khoảng 3,49. Nó nóng chảy ở nhiệt độ 300 °C đến 325 °C. Về mặt quang học nó là lưỡng trục (−) với chiết suất a = 2,4, b = 2,81, g = 3,02.

## Cấu trúc tinh thể

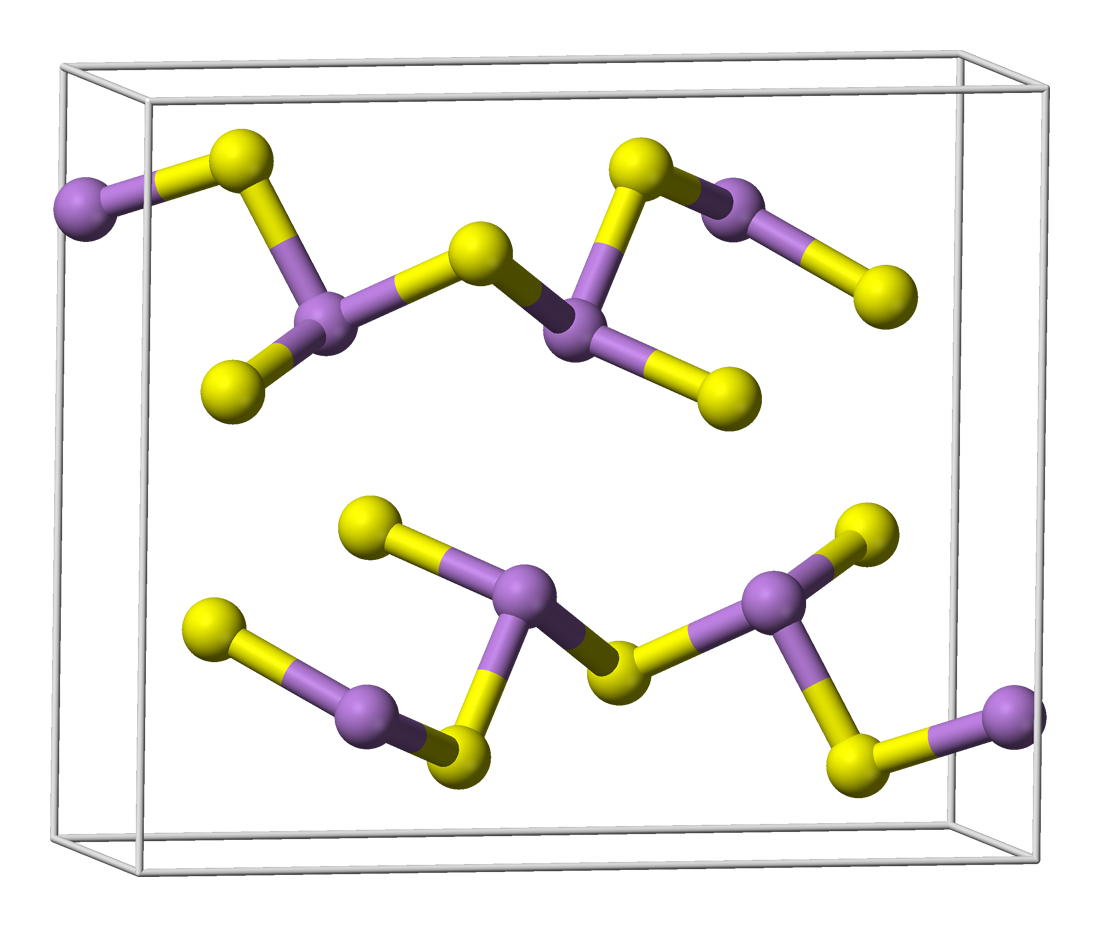
Ô đơn vị của thư hoàng.
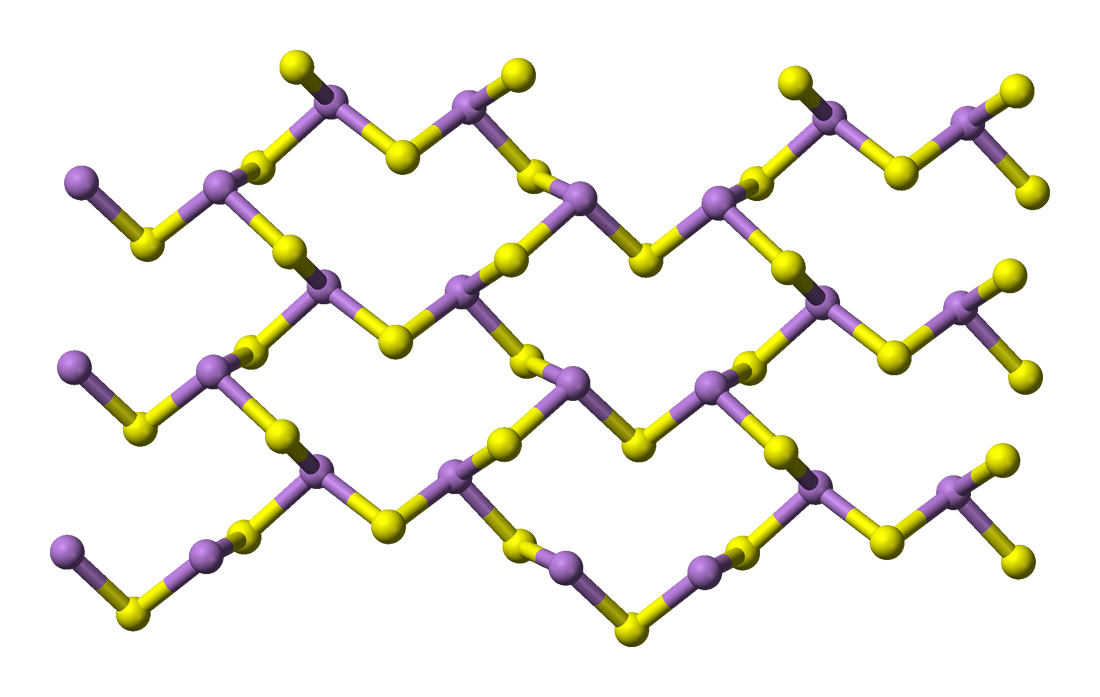
Cấu trúc tinh thể của thư hoàng bao gồm các phiến.
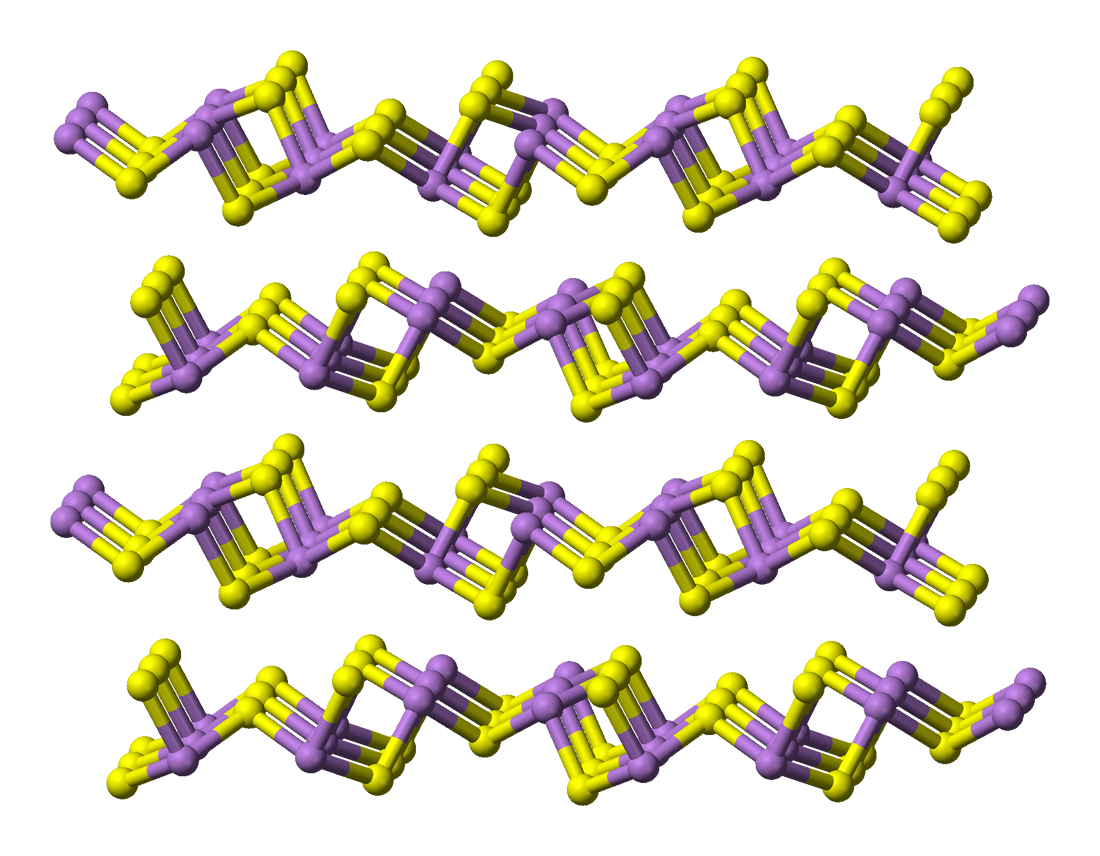
Các phiến xếp thành các lớp.

## Thư viện ảnh

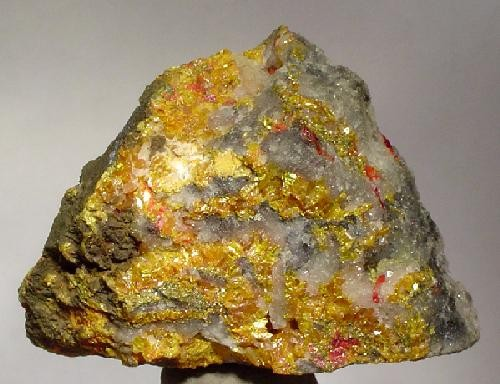
Thư hoàng và hùng hoàng trên chất nền thạch anh hố lõm, mỏ Nishinomaki, tỉnh Gunma, Nhật Bản.
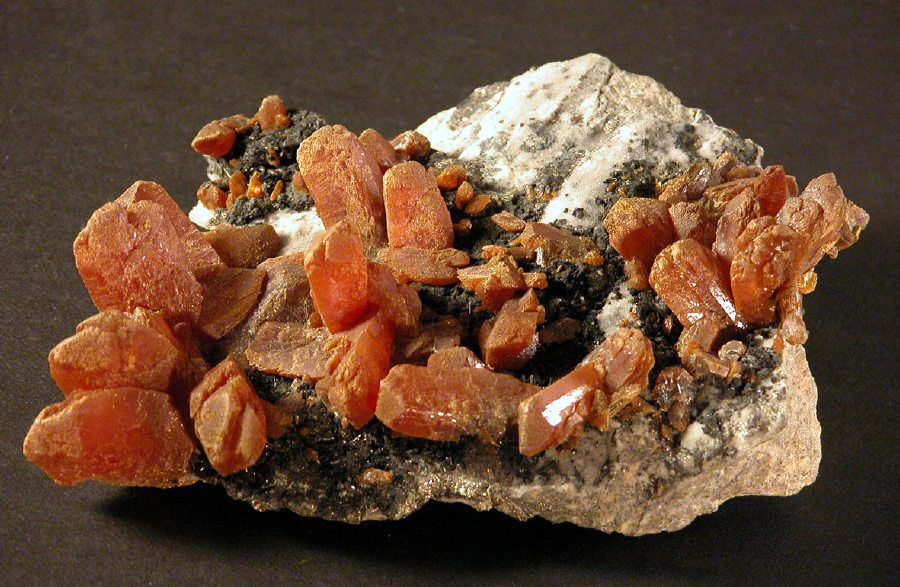
Thư hoàng từ La Libertad, Quiruvilca, Peru.
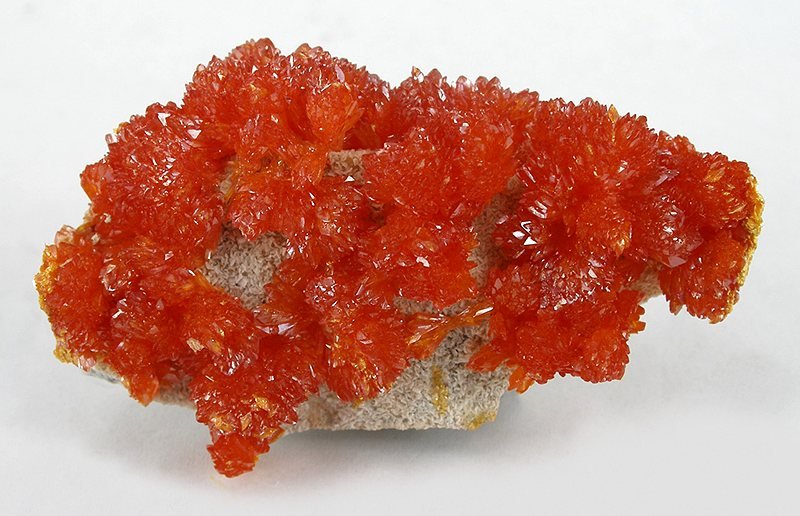
Mỏ asen Elbrusskiy, Cộng hòa Kabardino-Balkaria, vùng Bắc Kavkaz, Nga.